# Markiana
Genre
Markiana est un genre de poissons téléostéens de la famille des Characidae et de l'ordre des Characiformes.

## Liste d'espèces
Selon FishBase (10 juin 2015):
- Markiana geayi (Pellegrin, 1909)
- Markiana nigripinnis (Perugia, 1891)